# Corinna Huber
Corinna Huber (* 21. Oktober 2002 in Pécs, Ungarn) ist eine österreichische Eiskunstläuferin, die in den Disziplinen Einzellauf und Eistanzen startet.

## Leben
Corinna Huber lebt mit ihrer Familie im Außerfern in Tirol. Ihre Mutter stammt aus Ungarn, ihr Vater aus Österreich, daher ist sie sowohl ungarische als auch österreichische Staatsbürgerin.

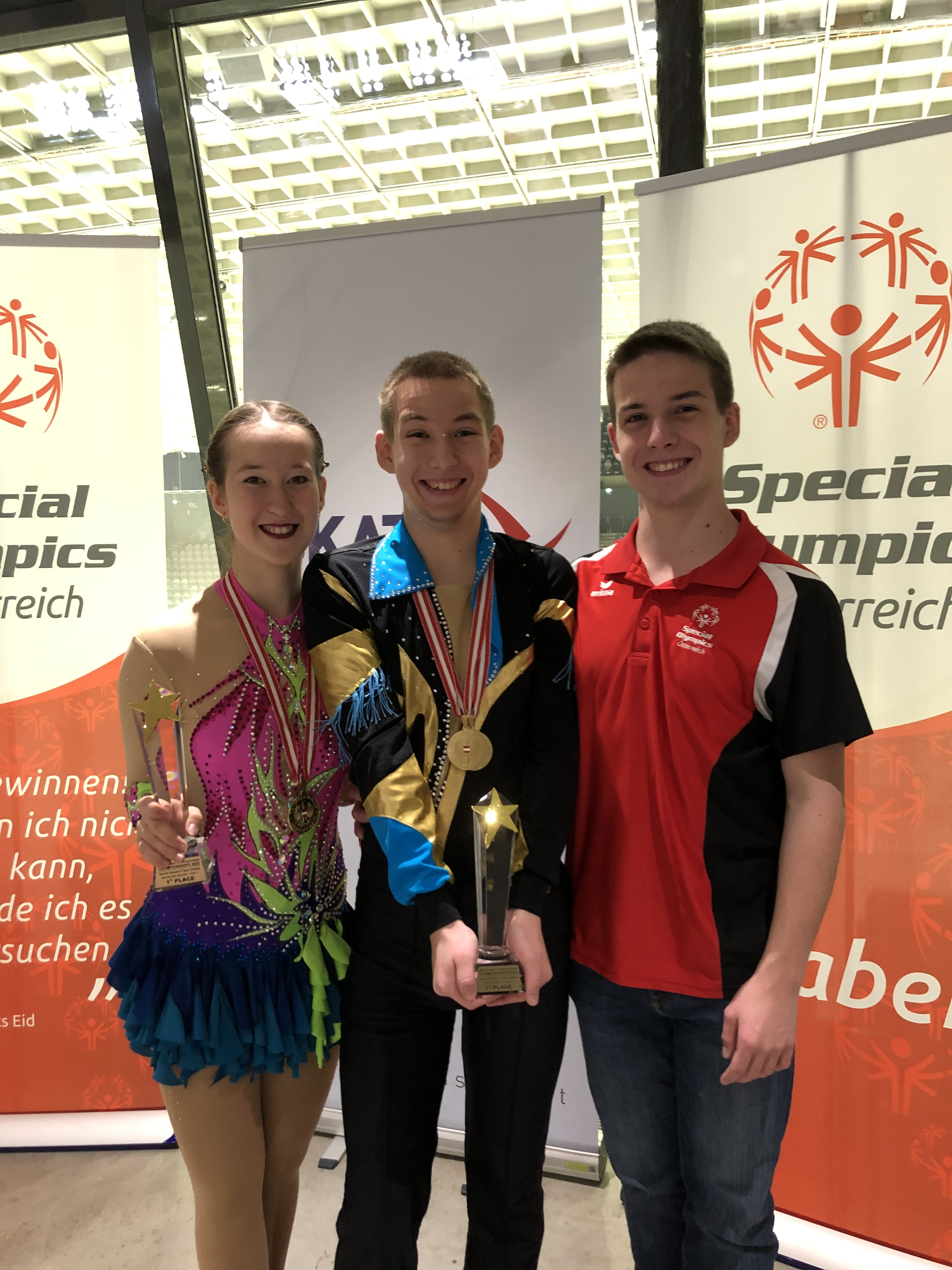
Die „Eislauf-Drillinge“ Corinna, Dominik & Patrik Huber

Sie ist zusammen mit ihren Brüdern bekannt als „die Eislauf-Drillinge“. Sie startet für den Eiskunstlaufverein Ausserfern (EKA) und ist sowohl Athletin als auch Trainerin. 2019 absolvierte sie die Ausbildung zur Übungsleiterin (C-Trainer) im Eiskunstlauf und 2023 die Ausbildung zum staatlich geprüften Instruktor (B-Trainer) im Eiskunstlauf.
Sie absolvierte 2021 die Matura am BRG Reutte und studiert derzeit (Stand 2024) an der Universität Innsbruck.

## Karriere
Huber begann im November 2008 im Alter von 6 Jahren mit dem Eislaufen. Seither wurde sie vierfache Tiroler Meisterin in der jeweiligen Alterskategorie (Schüler, Jugend, 2× Junioren) und zweifache Tiroler Vize-Meisterin in der jeweiligen Alterskategorie (Schüler, Jugend) im Einzellauf. Sie war außerdem mehrfache Teilnehmerin beim European Criterium und Gewinnerin des Coppa Europa 2015 in Canazei, Italien. Sie nahm an vielen nationalen und internationalen Bewerben teil.

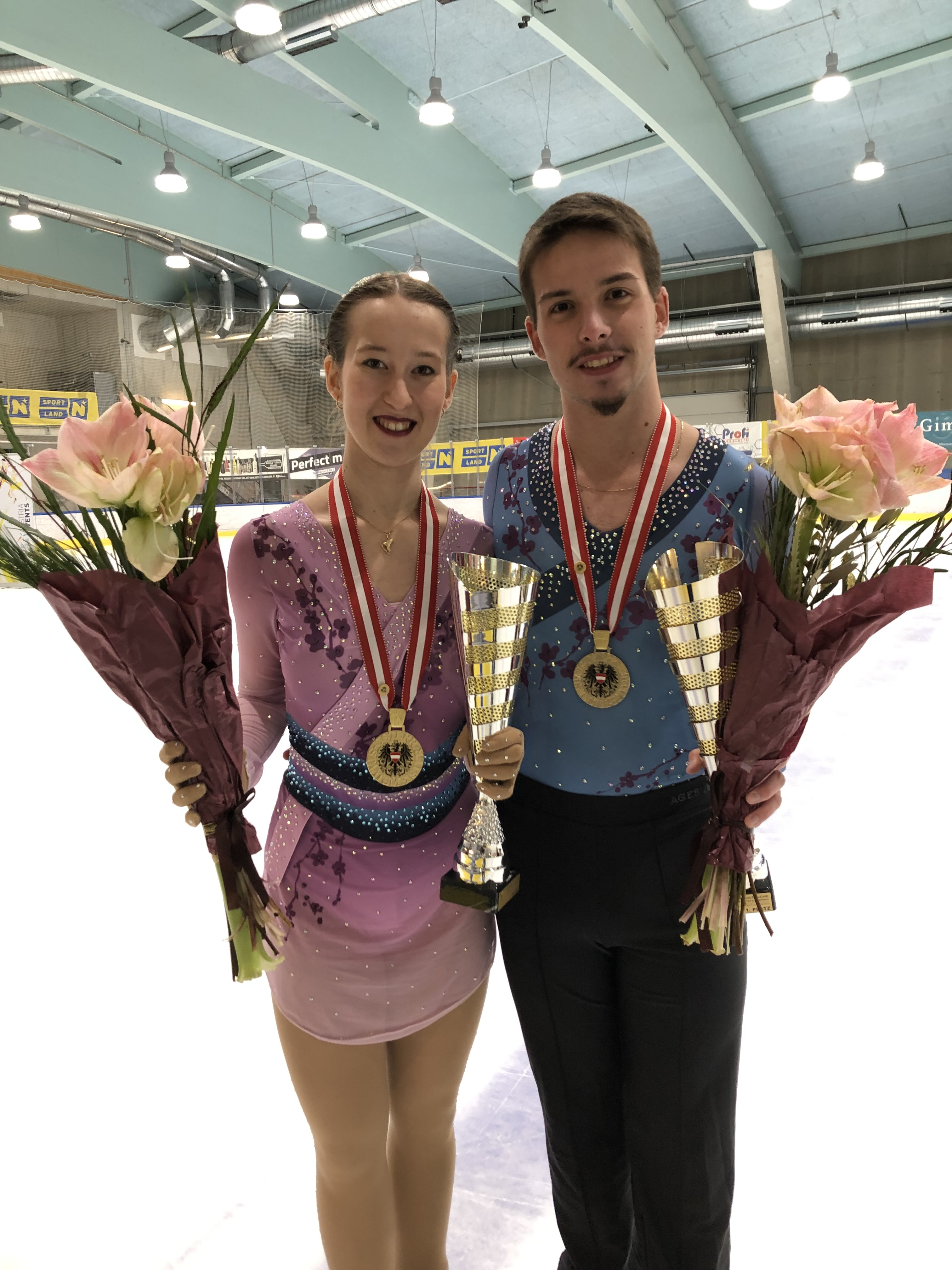
Corinna & Patrik Huber bei den Staatsmeisterschaften 2023

Im Oktober 2015 bildete sie zusammen mit ihrem Drillingsbruder Patrik Huber das erste Tiroler Eistanzpaar. Sie treten bei nationalen und internationalen Wettbewerben an, sind Tiroler Landesmeister 2023 und 2024 und Österreichische Staatsmeister 2023, 2024 und 2025 sowie zweifache österreichische Juniorenmeister (2021 und 2022) und österreichische Jugendmeister (2018) im Eistanzen. Sie nahmen außerdem beim ISU Junior Grand Prix 2018 und 2021 in Linz teil. Zudem gewannen sie die Silbermedaille bei den International Children’s Games (ICG) 2016 in Innsbruck. 2024 wurden sie zur Außerferner Mannschaft des Jahres gekürt. 
Im Februar 2019 bildete sie zusammen mit ihrem Drillingsbruder Dominik Huber ein Unified-Paarlauf-Paar bei den Special Olympics Österreich. Zusammen sind sie ein erfolgreiches Duo, dass schon mehrfache Österreichische Specials-Meistertitel erhielt.